# 5719 (année hébraïque)
5719 (hébreu : ה'תשי"ט , abbr. : תשי"ט) est une année hébraïque qui a commencé à la veille au soir du 15 septembre 1958 et s'est finie le 2 octobre 1959. Cette année a compté 383 jours. Ce fut une année embolismique dans le cycle métonique, avec deux mois de Adar - Adar I et Adar II. Ce fut une année de chemitta.
En l'an 5719, l'État d'Israël a fêté ses 11 ans d'indépendance.

## Calendrier
Ce calendrier hébraïque de l'année 5719 donne les correspondances avec les dates du calendrier grégorien.
Le premier nombre dans chaque case correspond au jour du mois hébraïque. Les jours en couleurs sont des jours remarquables juifs ou israéliens.
| ◄◄ | 5719 | ►► |

## Naissances
- David Blatt
- David Shore

## Décès
- Lion Feuchtwanger
- Yosef Sprinzak
- Yehuda Arazi
- Ernest Bloch
- Yitzhak HaLevi Herzog

5714 - 5715 - 5716 - 5717 - 5718 - 5719 - 5720 - 5721 - 5722 - 5723 - 5724